# Rysslands demografi
Ryssland demografi beskriver befolkningssammansättningen i förbundsrepubliken Ryssland, och övervakas av statistikmyndigheten Rosstat.
Rysslands yta är ungefär 17 miljoner kvadratkilometer, vilket gör Ryssland till världens ytmässigt största land. Ryssland är ett glest befolkat land, där de flesta bor i huvudstaden Moskva, längs Finska viken, vid Svarta havet, vid Uralbergen och i de sydöstra delarna av landet nära den nordkoreanska gränsen.

## Historik

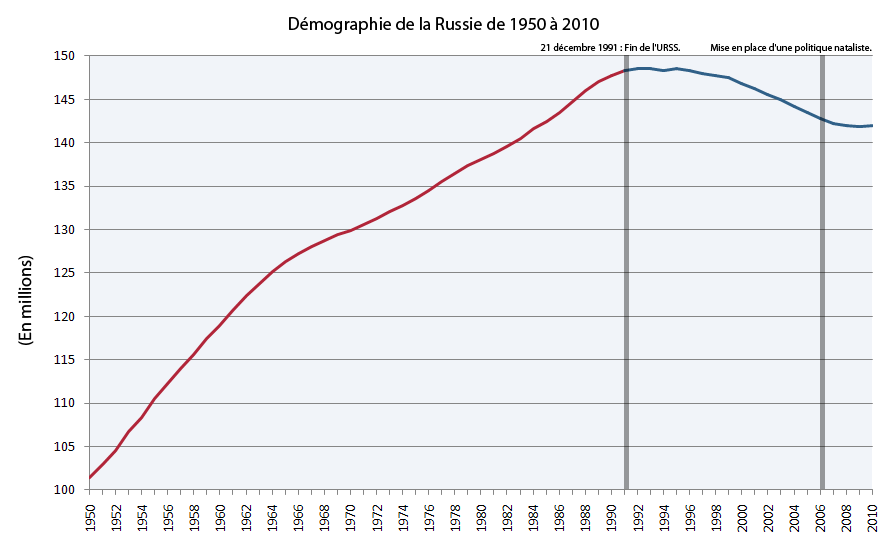

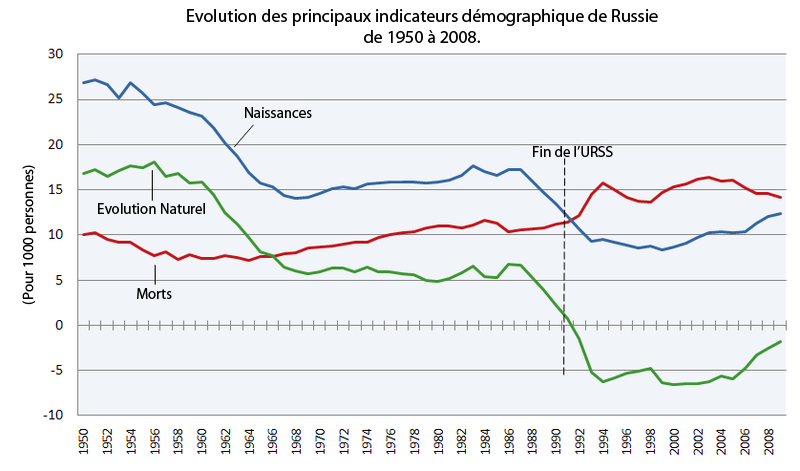
Förändringar av de centrala demografiska indikatorerna (fruktsamhet, dödlighet och naturlig ökning) mellan 1950 och 2008.

Rysslands befolkning har sedan 1990-talet minskat drastiskt till följd av ökade dödstal i relation till de minskande födelsetalen.
Rysslands folkmängd nådde en topp 1994, på cirka 148,5 miljoner invånare, men har därefter minskat. Enligt den ryska folkräkningen 2002 hade Ryssland en befolkning på 145,2 miljoner människor och  2006 hade landet omkring 143 miljoner invånare.
Enligt officiella befolkningsregister har landets befolkning minskat till cirka 141,9 miljoner invånare i början av 2010. Rysslands befolkning fortsatte minska, och under år 2021 uppgick minskningen till fler än en miljon invånare. Detta kunde härledas till  höga mortalitetstal och låg förväntad levnadslängd, framför allt inom gruppen män. Orsaken till de höga dödstalen det året förklarades av Covid-19-pandemin. Åren 2023–2024 hade folkmängden minskat sedan toppen 1994 och uppgick till mellan 143,8 och 146 miljoner invånare.

## Större städer
Moskva är Rysslands huvudstad och hade 13 miljoner invånare 2021. Orten är även ett viktigt ekonomiskt center och har ett rikt kulturliv, med flera museer för konst, litteratur, musik, dans, historia och vetenskap. Det finns hundratals kyrkobyggnader och flera katedraler. Orten har blivit Rysslands "huvudmagnet" för investeringar från andra länder, och företagsnärvaro.[källa behövs]
Sankt Petersburg är Rysslands näst största stad med 5,6 miljoner invånare 2021. Staden bildades 1703 av Peter den store som Rysslands huvudstad, och hette Petrograd under första världskriget och Leningrad efter 1924. Efter en folkomröstning 1991 ändrades namnet tillbaka till Sankt Petersburg. Under tsartiden var staden Rysslands kulturella, intellektuella, finansiella och industriella center. Då huvudstaden flyttades tillbaka till Moskva 1918 minskade stadens politiska betydelse, men den förblev ett viktigt center inom kultur, vetenskap och krigsindustri.[källa behövs]
Novosibirsk är den största staden i Sibirien med 1,6 miljoner invånare 2021. Det är en större industristad och en viktig stad inom transport. Det viktigaste universitetet i Ryssland, förutom Moskva och Sankt Petersburg, är Novosibirsks statsuniversitet, beläget i en förort till Novosibirsk.
Vladivostok, belägen i Ryska fjärran östern, har blivit en viktig stad för Rysslands handel inom Stillahavsregionen.
Andra viktigare storstäder är Nizjnij Novgorod, Kazan, Jekaterinburg, Krasnojarsk, Novosibirsk, Omsk, Samara, Rostov-na-Donu och Tjeljabinsk.
Landsbygdslivet i Ryssland skiljer sig från många andra länder. Byar nära storstäder påminner mer om förorterna i USA, medan byar långt bort från städerna ofta kännetecknas av fattiga levnadsförhållanden.[källa behövs]

## Urbanisering
Ryssland är ett förhållandevis glesbefolkat land på grund av sin enorma storlek; befolkningen är dock tätare i de västra europeiska delarna, runt Uralbergen och i de sydöstra delarna vid Stilla havet. Ungefär 80% av den ryska befolkningen bor i ett område som huvudsakligen befinner sig i Europeiska Ryssland, som avgränsas av Sankt Petersburg, Kemerovo i Sibirien, Orsk i de södra Uralbergen och Krasnodar i de norra delarna av Kaukasus. I de här mer tätbefolkade områdena uppgår befolkningstätheten på landsbygden till mellan 10 och 97 personer per km2
Även om Sibirien utgör 3/4 av Rysslands yta så bor enbart 1/5 av befolkningen i de sibiriska områdena.

## Minoriteter
Tabellen nedan visar folkmängden fördelad på etnicitet enligt folkräkningen 2021. Knappt 72 % av befolkningen, eller knappt 106 miljoner, uppgavs vara etniska ryssar. De enda övriga grupper som översteg 1 % av befolkningen var tatarer (3,2 %), tjetjener (1,14 %) och basjkirer (1,07 %). Nära 12 % uppgav ingen etnicitet.
| Etnisk grupp           | Språkfamilj           | Antal       | % av befolkningen |
| ---------------------- | --------------------- | ----------- | ----------------- |
| Ryssar                 | Slaviska              | 105,620,179 | 71.76%            |
| Tatarer                | Turkiska              | 4,713,669   | 3.2%              |
| Tjetjener              | Nordöstkaukasiska     | 1,674,854   | 1.14%             |
| Basjkirer              | Turkiska              | 1,571,879   | 1.07%             |
| Tjuvasjer              | Turkiska              | 1,067,139   | 0.73%             |
| Avarer                 | Nordöstkaukasiska     | 1,012,074   | 0.69%             |
| Armenier               | Indoeuropeiska        | 946,172     | 0.64%             |
| Ukrainare              | Slaviska              | 884,007     | 0.6%              |
| Darginer               | Nordöstkaukasiska     | 626,601     | 0.43%             |
| Kazaker                | Turkiska              | 591,970     | 0.4%              |
| Kumyker                | Turkiska              | 565,830     | 0.38%             |
| Kabardiner             | Nordöstkaukasiska     | 523,404     | 0.36%             |
| Ingusjier              | Nordöstkaukasiska     | 517,186     | 0.35%             |
| Lezginer               | Nordöstkaukasiska     | 488,608     | 0.33%             |
| Osseter                | Iranska               | 485,646     | 0.33%             |
| Mordviner              | Uraliska              | 484,450     | 0.33%             |
| Jakuter                | Turkiska              | 478,409     | 0.33%             |
| Azerer                 | Turkiska              | 474,576     | 0.32%             |
| Burjater               | Mongoliska            | 460,053     | 0.31%             |
| Marier                 | Uraliska              | 423,803     | 0.29%             |
| Udmurter               | Uraliska              | 386,465     | 0.26%             |
| Tadzjiker              | Iranska               | 350,236     | 0.24%             |
| Uzbeker                | Turkiska              | 323,278     | 0.22%             |
| Tuviner                | Turkiska              | 295,384     | 0.2%              |
| Krimtatarer            | Turkiska              | 257,592     | 0.18%             |
| Karatjajer             | Turkiska              | 226,271     | 0.15%             |
| Belarusier             | Slaviska              | 208,046     | 0.14%             |
| Tyskar                 | Germanska             | 195,256     | 0.13%             |
| Kalmucker              | Mongoliska            | 179,547     | 0.12%             |
| Laker                  | Nordöstkaukasiska     | 173,416     | 0.12%             |
| Romer                  | Indoariska            | 173,400     | 0.12%             |
| Tabasaraner            | Nordvästkaukasiska    | 151,466     | 0.1%              |
| Komier                 | Uraliska              | 148,516     | 0.1%              |
| Kirgizer               | Turkiska              | 137,780     | 0.09%             |
| Balkarer               | Turkiska              | 125,044     | 0.08%             |
| Turkar                 | Turkiska              | 116,705     | 0.08%             |
| Tjerkesser             | Nordvästkaukasiska    | 114,697     | 0.08%             |
| Georgier               | Sydkaukasiska         | 112,765     | 0.08%             |
| Adygéer                | Nordvästkaukasiska    | 111,471     | 0.08%             |
| Nogajer                | Turkiska              | 109,042     | 0.07%             |
| Koreaner               | Koreanska             | 87,819      | 0.06%             |
| Altajer                | Turkiska              | 83,125      | 0.06%             |
| Judar                  | Semitiska             | 82,644      | 0.06%             |
| Moldavier              | Romanska              | 77,509      | 0.05%             |
| Chakasser              | Turkiska              | 61,365      | 0.04%             |
| Permjaker              | Uraliska              | 55,786      | 0.04%             |
| Pontiska greker        | Hellenska             | 53,972      | 0.04%             |
| Nentser                | Uraliska              | 49,646      | 0.03%             |
| Abaziner               | Nordvästkaukasiska    | 41,793      | 0.03%             |
| Turkmener              | Turkiska              | 41,328      | 0.03%             |
| Evenker                | Tungusiska            | 39,226      | 0.03%             |
| Aghuler                | Nordvästkaukasiska    | 34,576      | 0.02%             |
| Rutuler                | Nordvästkaukasiska    | 34,259      | 0.02%             |
| Kareler                | Uraliska              | 32,422      | 0.02%             |
| Chanter                | Uraliska              | 31,467      | 0.02%             |
| Yazidier               | Iranska               | 26,257      | 0.02%             |
| Kurder                 | Iranska               | 24,657      | 0.01%             |
| Polacker               | Slaviska              | 22,024      | 0.01%             |
| Evener                 | Tungusiska            | 19,913      | 0.01%             |
| Kineser                | Sinotibetanska        | 19,644      | 0.01%             |
| Araber                 | Semitiska             | 16,329      | 0.01%             |
| Tjuktjer               | Tjuktji-kamtjatkanska | 16,200      | 0.01%             |
| Litauer                | Baltiska              | 13,230      | 0.01%             |
| Tsakhurer              | Nordöstkaukasiska     | 12,541      | 0.01%             |
| Manser                 | Uraliska              | 12,228      | 0.01%             |
| Bulgarier              | Slaviska              | 11,851      | 0.01%             |
| Nanai                  | Tungusiska            | 11,623      | 0.01%             |
| Sjorer                 | Turkiska              | 10,507      | 0.01%             |
| Gagauzer               | Turkiska              | 9,272       | 0.01%             |
| Letter                 | Baltiska              | 8,516       | 0.01%             |
| Abchazer               | Nordvästkaukasiska    | 8,177       | 0.01%             |
| Dolganer               | Turkiska              | 8,157       | 0.01%             |
| Finnar                 | Uraliska              | 7,978       | 0.01%             |
| Vietnameser            | Austroasiatiska       | 7,859       | 0.01%             |
| Ester                  | Uraliska              | 7,778       | 0.01%             |
| Indier                 | Indoiranska           | 7,667       | 0.01%             |
| Korjaker               | Tjuktji-kamtjatkanska | 7,485       | 0.01%             |
| Nağaybäk               | Turkiska              | 5,719       | 0.00%             |
| Vepser                 | Uraliska              | 4,534       | 0.00%             |
| Assyrier               | Semitiska             | 4,421       | 0.00%             |
| Sojoter                | Mongoliska            | 4,368       | 0.00%             |
| Meschetiska turkar     | Turkiska              | 4,095       | 0.00%             |
| Nivcher                | Nivchiska             | 3,842       | 0.00%             |
| Talysher               | Iranska               | 3,595       | 0.00%             |
| Afghaner               | Iranska               | 3,536       | 0.00%             |
| Selkuper               | Uraliska              | 3,458       | 0.00%             |
| Dungan                 | Sinotibetanska        | 3,028       | 0.00%             |
| Itelmen                | Tjuktji-kamtjatkanska | 2,596       | 0.00%             |
| Udier                  | Nordöstkaukasiska     | 2,551       | 0.00%             |
| Ultjer                 | Tungusiska            | 2,472       | 0.00%             |
| Perser                 | Iranska               | 2,434       | 0.00%             |
| Kumandiner             | Turkiska              | 2,408       | 0.00%             |
| Teleuter               | Turkiska              | 2,217       | 0.00%             |
| Uigurer                | Turkiska              | 2,217       | 0.00%             |
| Serber                 | Slaviska              | 2,151       | 0.00%             |
| Hemshiner              | Indoeuropeiska        | 2,082       | 0.00%             |
| Besermyaner            | Uraliska              | 2,036       | 0.00%             |
| Shapsuger              | Nordvästkaukasiska    | 1,914       | 0.00%             |
| Rumäner                | Romanska              | 1,850       | 0.00%             |
| Yukaghir               | Yukaghir              | 1,802       | 0.00%             |
| Inuiter                | Eskimåisk-aleutiska   | 1,657       | 0.00%             |
| Kamtjadaler            | Tjuktji-kamtjatkanska | 1,547       | 0.00%             |
| Samer                  | Uraliska              | 1,530       | 0.00%             |
| Ungrare                | Uraliska              | 1,460       | 0.00%             |
| Italienare             | Romanska              | 1,460       | 0.00%             |
| Fransmän               | Romanska              | 1,457       | 0.00%             |
| Udege                  | Tungusiska            | 1,325       | 0.00%             |
| Mongoler               | Mongoliska            | 1,318       | 0.00%             |
| Tjecker                | Slaviska              | 1,214       | 0.00%             |
| Spanjorer              | Romanska              | 1,175       | 0.00%             |
| Britter                | Germanska             | 1,167       | 0.00%             |
| Amerikaner             | Germanska             | 1,129       | 0.00%             |
| Keter                  | Jenisejiska           | 1,088       | 0.00%             |
| Krimtjaker             | Turkiska              | 954         | 0.00%             |
| Tsjuvaner              | Tjuktji-kamtjatkanska | 900         | 0.00%             |
| Karakalpaker           | Turkiska              | 838         | 0.00%             |
| Ingrer                 | Uraliska              | 781         | 0.00%             |
| Tofalarer              | Turkiska              | 719         | 0.00%             |
| Kubaner                | Romanska              | 701         | 0.00%             |
| Nganasaner             | Uraliska              | 687         | 0.00%             |
| Japaner                | Japoniska             | 663         | 0.00%             |
| Rusiner                | Slaviska              | 596         | 0.00%             |
| Tater                  | Iranska               | 575         | 0.00%             |
| Orocher                | Tungusiska            | 527         | 0.00%             |
| Karaimer               | Turkiska              | 500         | 0.00%             |
| Negidaler              | Tungusiska            | 481         | 0.00%             |
| Pamirer                | Iranska               | 467         | 0.00%             |
| Pakistanier            | Indoiranska           | 410         | 0.00%             |
| Aleuter                | Eskimåisk-aleutiska   | 397         | 0.00%             |
| Chulymer               | Turkiska              | 382         | 0.00%             |
| Oroker                 | Tungusiska            | 268         | 0.00%             |
| Kaukasiska bergsjudar  | Semitiska             | 266         | 0.00%             |
| Tazer                  | Sinotibetanska        | 235         | 0.00%             |
| Entser                 | Uraliska              | 201         | 0.00%             |
| Slovaker               | Slaviska              | 193         | 0.00%             |
| Kroater                | Slaviska              | 177         | 0.00%             |
| Makedonier             | Slaviska              | 155         | 0.00%             |
| Slovener               | Slaviska              | 108         | 0.00%             |
| Voter                  | Uraliska              | 99          | 0.00%             |
| Bosniaker              | Slaviska              | 98          | 0.00%             |
| Montenegriner          | Slaviska              | 85          | 0.00%             |
| Kereker                | Tjuktji-kamtjatkanska | 23          | 0.00%             |
| Centralasiatiska judar | Semitiska m.fl.       | 18          | 0.00%             |
| Georgiska judar        | Sydkaukasiska         | 14          | 0.00%             |
| Centralasiatiska romer | Indoiranska           | 12          | 0.00%             |
| Annan etnicitet        |                       | 1,393,685   | 0.95%             |
| Ingen uppgift          |                       | 17,136,960  | 11.64%            |

## Migration
Under 1990-talet utvandrade en stor andel av den välutbildade befolkningen. Under 00-talet ökade däremot arbetsmigrationen till Ryssland. Migrationstillväxten utgjorde 2,2 procent 2011. Runt hälften av migranterna (3 av 7 miljoner) var illegala. År 2014 fanns det 10 miljoner migranter i landet, enligt uppgifter från ryska parlamentsledamöter. Av dessa levde en stor del i avskilda samhällen, isolerade från det ryska.
Rysslands invasion av Ukraina 2022 medförde förändrade mönster för migration. Det beräknas att mellan 500 000 och 1 miljon ryssar flydde landet under krigets första år, både när kriget bröt ut och även senare under hösten 2022 när Vladimir Putin utlyste partiell mobilisering. Emigrationen berodde troligen på en kombination av ett ökat politiskt förtryck och en rädsla hos unga män att kallas in i armén. Ryssarnas stöd för president Putin ökade, vilket troligtvis förklarade varför allt färre Ryssarnas valde att emigrera. Dessutom ändrades mönstret för emigrationen. Från att Ryssarnas tidigare sökt sig till västländer som Tyskland och USA valde emigranter istället att söka sig till icke-västländer som Kina och Turkiet. Många har även sökt sig till tidigare sovjetstater som Armenien, Georgien och Azerbajdzjan.
Rysslands krig i Ukraina har även medfört att människor förflyttats från Ukraina till Ryssland. Fram till sommaren 2022 beräknades 2 miljoner ha rört sig från Ukraina till Ryssland, både frivilligt och under tvång. Många ukrainare som plötsligt befann sig i ryskockuperade områden nekades att ta sig till ukrainskkontrollerat territorium, vilket innebar att de tvingades ta sig till Ryssland. I de regioner som Ryssland ansåg sig - i strid med folkrätten - ha annekterat: Luhansk, Donetsk, Zaporizjzja och Cherson, delade även myndigheter ut ryska pass.
En uppskattning gjord av World Factbook visade att nettomigrationen 2024 uppgick till 0,8 migranter per 1 000 invånare, det vill säga en nettoinvandring till landet.

## Religion
Den statistik som finns för religion i Ryssland gäller de som uppger att de aktivt utövar någon religion. Det innebär att stora delar av befolkningen inte syns i statistiken eftersom många ryssar anger att de antingen är icke-praktiserande troende eller ateister. Sovjetstyret innebar en officiell ateistisk politik, något som fortfarande präglar landets befolkningen. Fyra religioner har statligt erkännande som "traditionella religioner" i landet: ortodox kristendom, islam, judendom och buddhism.
2006 angav 15-20% av befolkningen att de utövade rysk-ortodox kristendom, 10-15% att de var muslimer och ungefär 2% angav att de tillhörde övriga kristna inriktningar.

## Hälsa
Den ryska sociala verkligheten är svår att kartlägga genom officiell statistik, då mycket av samhället fungerar informellt.

### Fysisk hälsa

#### Medellivslängd
År 2022 var den förväntade medellivslängden i Ryssland 68 år för män och 78 år för kvinnor.

#### Spädbarnsdödlighet och abort
Spädbarnsdödligheten har minskat kraftigt, från 15 per 1 000 födslar år 2000 till 6 per 1 000 år 2017. Förbättrad ekonomi och särskilda program för mödravård har bidragit till denna utveckling.
År 1998 var antalet aborter i Ryssland dubbelt så många som antalet födslar. Dagens Nyheter rapporterade 2005 att:
| "Trots att antalet födda barn nu sakta ökar i Ryssland utförs det fortfarande fler aborter än det födslar barn. Detta bidrar starkt till att Rysslands befolkning minskar med nästan en miljon människor per år". |

Året därpå, 2006, hade Ryssland flest aborter i världen. I början av 2020-talet beräknades att det gjordes cirka 400 000 aborter per år, vilket kan jämföras med 4 miljoner aborter som gjordes i området i slutet av Sovjettiden.

#### Virussjukdomar
Antalet personer med hiv ökade 100-faldigt mellan åren 1997 och 2005, och ungefär en procent av befolkningen – motsvarande en miljon människor – var smittad 2007. Trots detta har regeringen minskat stödet till sexualupplysning och prioriterar istället att främja heterosexuella relationer och familjeliv. År 2014 stod Ryssland för 55 procent av alla nya fall av hivsmitta i Europa. Orsaken uppgavs vara en lavinartad ökning av sprutnarkomaner, men i storstäderna spreds hiv främst genom sexuella relationer. På landsbygden var sambandet mellan hiv, homosexuella och självmord tydligt.
År 2017 var de officiella siffrorna att 1,2 miljoner människor var smittade. Mörkertalet troddes då vara stort.

### Psykisk hälsa

#### Alkoholkonsumtion
Ryssland är ett av de länder i världen med högst alkoholkonsumtion per capita. Alkoholkonsumtionen ansårs i mitten på 2010-talet vara en av de viktigaste förklaringarna till att en av fyra män i Ryssland avlider före 55 års ålder. Bland dödsorsaker som kan kopplas till alkohol återfanns pankreatit, levercancer och cirros likväl som dödsfall till följd av alkoholrelaterat våld och bilolyckor. Över tid har försök att begränsa alkoholkonsumtionen gjorts. Exempelvis höjdes alkoholskatten 2006.

#### Självmord
Ryssland har en av världens högsta frekvenser för självmord. Orsakerna tros vara kopplade till alkoholkonsumtionen likväl som samhällsförändringar. Andelen självmord ökade under senare delen av 00-talet. År 2012 rapporterades att var tolfte rysk tonåring försökte ta sitt liv. Förklaringen troddes vara att misshandel och övergrepp mot barn var brott som blivit allt vanligare. Andra uppgifter menar dock att självmorden unga minskat. Exempelvis uppgav rysk media att talen minskat från "985 fall år 2009 till 519 fall år 2014". Ryska politiker har förklarat att självmorden är en "konsekvens av manipulation, snarare än som ett uttryck för livsfarlig psykisk ohälsa".
Enligt uppgifter från Världshälsoorganisationen (WHO) hade Ryssland Europas högsta självmordsfrekvens bland män 2019. Då avled 38 män per 100 000 män i självmord.